# Магомеджанов, Магомедали Камильевич
Магомедали Камильевич Магомеджанов (позывной — Джигит; 1 января 1967, Хлют, Рутульский район, Дагестанская АССР, РСФСР, СССР — 14 февраля 2024, Севастополь, Россия) — российский военнослужащий, участник российского вторжения на Украину. Герой Российской Федерации (посмертно, 2024). Полковник.

## Биография
Родился 1 января 1967 года в селе Хлют Рутульского района. Его старший брат служил в ВДВ, и сам Магомедали выбрал военную профессию. Срочную службу в армии в рядах Вооруженных сил СССР в разведывательном батальоне, меньше чем за год став заместителем командира взвода. 
После окончания срочной службы учился в Рязанском высшее воздушно-десантное училище. После окончания училища свою службу офицер Магомеджанов начал на Северном флоте в Мурманской области недалеко от границы, в гарнизоне «Спутник». В 1993 году присвоено воинское звание старший лейтенант, служил командиром первой десантно-штурмовой роты 876-го ОДШБ. В 1994 году  переводится на Каспийскую флотилию и участвует в борьбе с терроризмом на Северном Кавказе и в Дагестане. 
После службы на флотилии окончил Военную академию имени М. В. Фрунзе. 
С 2008 по 2010 год — командир 61-й бригады морской пехоты Северного флота. В 2008 году присвоено воинское звание полковник. 
Участвовал в Военной операции России в Сирии.  
Участник российского вторжения на Украину. Служил заместителем командующего 18-й общевойсковой армией ЮВО. 
13 февраля 2024 года в районе города Алёшки Херсонской области в ходе боя у реки Днепр попал под ответный огонь ВСУ. 14 февраля 2024 года Магомеджанов от полученных в ходе боев ранений скончался в госпитале Севастополя. Похоронен 17 февраля в его родном селе Хлют. 
2 мая 2024 года стало известно, что Магомеджанову присвоено звание Героя России посмертно.
15 мая 2024 года в Москве в Центральном Доме Российской Армии секретарь Совета безопасности Дагестана, Магомед Баачилов торжественно передал медали семье Магомеджанова медаль Героя России.

## Награды и звания
- Медаль ордена За заслуги перед Отечеством 1 степени;
- Медаль ордена За заслуги перед Отечеством 2 степени;
- Орден За военные заслуги;
- Герой Российской Федерации (2024).

## Память
- 2 сентября 2024 года в Каспийске Председатель правительства Республики Дагестан Абдулмуслим Абдулмуслимов открыл новую школу №16 имени Магомеджанова,  там установлена мемориальная доска[6].
- Его именем названа луткунская средняя школа, на территории которой расположен его памятник в виде бюста[7].
- Его именем названа магарамкентская ДЮСШ №2[8].
- Бюст в селе Хлют[9].
- Мемориальные доски в Североморске[10] и в Астрахани[11].